# Чемпионат Европы по футболу 2020 (отборочный турнир, группа C)
Жеребьёвка отборочного турнира чемпионата Европы 2020 прошла в Дублине 2 декабря 2018 года. В группу C попали сборные по футболу следующих стран: Нидерланды, Германия, Северная Ирландия, Эстония и Беларусь. Матчи в группе C прошли с 21 марта 2019 по 19 ноября 2019 года.
Сборные, занявшие первые два места, выходят в финальную часть чемпионата.
Команды, которые не пройдут квалификационный групповой этап, смогут по-прежнему претендовать на финальный турнир через плей-офф лиги наций 2018/2019. Каждой лиге будет выделено одно из четырёх оставшихся мест Евро-2020. Четыре команды из каждой лиги, которые ещё не получили квалификацию для финала чемпионата Европы, будут соревноваться в плей-офф своей лиги, которые будут сыграны в марте 2020 года. Места для плей-офф будут сначала распределены на каждого победителя группы, а если команда уже прошла квалификацию в финал чемпионата Европы, то её место достаётся следующей лучшей команде дивизиона. Если же и в этом случае четверка команд будет недоукомплектована, свободные места получат лучшие команды из лиги (лиг) ниже классом, из тех, что не прошли квалификацию чемпионата Европы и не попали в плей-офф собственной лиги..

## Турнирная таблица
| Поз | Команда           | И | В | Н | П | МЗ | МП | РМ  | О  | Квалификация                        |  | Германия | Нидерланды | Северная Ирландия | Беларусь | Эстония |
| --- | ----------------- | - | - | - | - | -- | -- | --- | -- | ----------------------------------- |  | -------- | ---------- | ----------------- | -------- | ------- |
| 1   | Германия          | 8 | 7 | 0 | 1 | 30 | 7  | +23 | 21 | Квалификация в финальный раунд      |  | —        | 2:4        | 6:1               | 4:0      | 8:0     |
| 2   | Нидерланды        | 8 | 6 | 1 | 1 | 24 | 7  | +17 | 19 | Квалификация в финальный раунд      |  | 2:3      | —          | 3:1               | 4:0      | 5:0     |
| 3   | Северная Ирландия | 8 | 4 | 1 | 3 | 9  | 13 | −4  | 13 | Сборная участвует в стыковых матчах |  | 0:2      | 0:0        | —                 | 2:1      | 2:0     |
| 4   | Беларусь          | 8 | 1 | 1 | 6 | 4  | 16 | −12 | 4  | Сборная участвует в стыковых матчах |  | 0:2      | 1:2        | 0:1               | —        | 0:0     |
| 5   | Эстония           | 8 | 0 | 1 | 7 | 2  | 26 | −24 | 1  |                                     |  | 0:3      | 0:4        | 1:2               | 1:2      | —       |

## Результаты
Расписание матчей было опубликовано УЕФА после жеребьёвки 2 декабря 2018 года в Дублине. Время указано по CET/CEST, в соответствии с правилами УЕФА (местное время, если отличается, указано в скобках).
| Нидерланды                                          | 4:0     | Беларусь |
| --------------------------------------------------- | ------- | -------- |
| Депай 1′, 55′ (пен.) · Вейналдум 21′ · Ван Дейк 86′ | (отчёт) |          |

| Северная Ирландия             | 2:0     | Эстония |
| ----------------------------- | ------- | ------- |
| Найалл 56′ · Дэвис 75′ (пен.) | (отчёт) |         |

| Нидерланды              | 2:3     | Германия                          |
| ----------------------- | ------- | --------------------------------- |
| Де Лигт 48′ · Депай 63′ | (отчёт) | 15′ Сане · 34′ Гнабри · 90′ Шульц |

| Северная Ирландия         | 2:1     | Беларусь     |
| ------------------------- | ------- | ------------ |
| Эванс 30′ · Мадженнис 87′ | (отчёт) | 33′ Стасевич |

| Эстония      | 1:2     | Северная Ирландия             |
| ------------ | ------- | ----------------------------- |
| Васильев 25′ | (отчёт) | 77′ Вашингтон · 80′ Мадженнис |

| Беларусь | 0:2     | Германия            |
| -------- | ------- | ------------------- |
|          | (отчёт) | 13′ Сане · 62′ Ройс |

| Беларусь | 0:1     | Северная Ирландия |
| -------- | ------- | ----------------- |
|          | (отчёт) | 86′ Макнейр       |

| Германия                                                                                    | 8:0     | Эстония |
| ------------------------------------------------------------------------------------------- | ------- | ------- |
| Ройс 10′, 37′ · Гнабри 17′, 62′ · Горецка 20′ · Гюндоган 26′ (пен.) · Вернер 79′ · Сане 88′ | (отчёт) |         |

| Эстония   | 1:2     | Беларусь                  |
| --------- | ------- | ------------------------- |
| Сорта 54′ | (отчёт) | 48′ Наумов · 90+2′ Скавыш |

| Германия                     | 2:4     | Нидерланды                                                |
| ---------------------------- | ------- | --------------------------------------------------------- |
| Гнабри 9′ · Кроос 73′ (пен.) | (отчёт) | 59′ Де Йонг · 66′ (авт.) Та · 79′ Мален · 90+1′ Вейналдум |

| Эстония | 0:4     | Нидерланды                                 |
| ------- | ------- | ------------------------------------------ |
|         | (отчёт) | 17′, 47′ Бабел · 76′ Депай · 87′ Вейналдум |

| Северная Ирландия | 0:2     | Германия                        |
| ----------------- | ------- | ------------------------------- |
|                   | (отчёт) | 48′ Хальстенберг · 90+2′ Гнабри |

| Беларусь | 0:0     | Эстония |
| -------- | ------- | ------- |
|          | (отчёт) |         |

| Нидерланды                       | 3:1     | Северная Ирландия |
| -------------------------------- | ------- | ----------------- |
| Депай 80′, 90+4′ · Де Йонг 90+1′ | (отчёт) | 75′ Мадженнис     |

| Беларусь   | 1:2     | Нидерланды         |
| ---------- | ------- | ------------------ |
| Драгун 54′ | (отчёт) | 32′, 41′ Вейналдум |

| Эстония | 0:3     | Германия                                    |
| ------- | ------- | ------------------------------------------- |
|         | (отчёт) | 52′ Гюндоган · 57′ (авт.) Метс · 71′ Вернер |

| Германия                                  | 4:0     | Беларусь |
| ----------------------------------------- | ------- | -------- |
| Гинтер 41′ · Горецка 49′ · Кроос 55′, 83′ | (отчёт) |          |

| Северная Ирландия | 0:0     | Нидерланды |
| ----------------- | ------- | ---------- |
|                   | (отчёт) |            |

| Германия                                               | 6:1     | Северная Ирландия |
| ------------------------------------------------------ | ------- | ----------------- |
| Гнабри 20′, 47′, 61′ · Горецка 43′, 73′ · Брандт 90+1′ | (отчёт) | 7′ Смит           |

| Нидерланды                                   | 5:0     | Эстония |
| -------------------------------------------- | ------- | ------- |
| Вейналдум 6′, 66′, 78′ · Аке 19′ · Боаду 87′ | (отчёт) |         |

## Бомбардиры
8 мячей
| - Серж Гнабри | - Джоржиньо Вейналдум |

6 мячей
| - Мемфис Депай |

4 мяча
| - Леон Горецка |

3 мяча
| - Марко Ройс | - Лерой Сане - Тони Кроос | - Джош Мадженнис |

2 мяча
| - Райан Бабел - Тимо Вернер - Илкай Гюндоган |

1 мяч
| - Игорь Стасевич - Никита Наумов - Максим Скавыш - Станислав Драгун - Вирджил Ван Дейк - Маттейс Де Лигт - Френки Де Йонг - Дониэлл Мален | - Люк Де Йонг - Натан Аке - Майрон Боаду - Нико Шульц - Марсель Хальстенберг - Маттиас Гинтер - Юлиан Брандт | - Найалл Макгинн - Стивен Дэвис - Джонни Эванс - Конор Вашингтон - Патрик Макнейр - Майкл Смит - Константин Васильев - Эрик Сорта |

1 автогол
| - Джонатан Та (в матче против Нидерланды) - Кароль Метс (в матче против Германия) |

## Дисциплина
Игрок автоматически пропускает следующий матч в случаях:
- Получение красной карточки (увеличение срока дисквалификации, может быть произведено в случае серьезного правонарушения)
- Получение трех желтых карточек в трех разных матчах, а также после пятой и любых последующих желтых карточек (дисквалификация переноситься в плей-офф, но не в финал или в любые другие будущие международные матчи)

Следующие дисквалификации были получены во время квалификационных матчей:

## Комментарии
1. ↑  CET (UTC+1) для матчей в марте и ноябре 2019, а CEST (UTC+2) для всех остальных матчей.